# Champagne
För andra betydelser, se Champagne (olika betydelser).

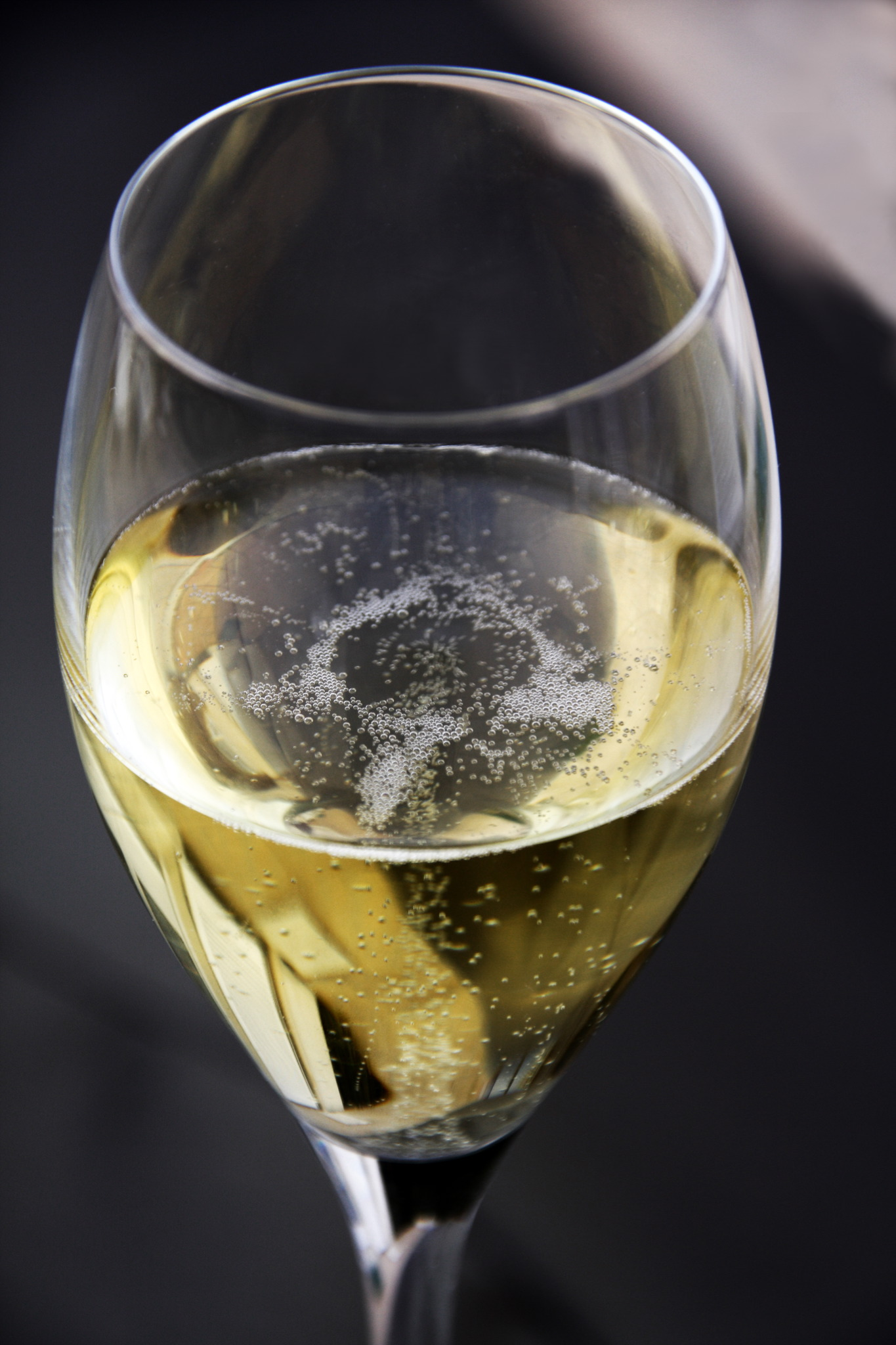
Champagne

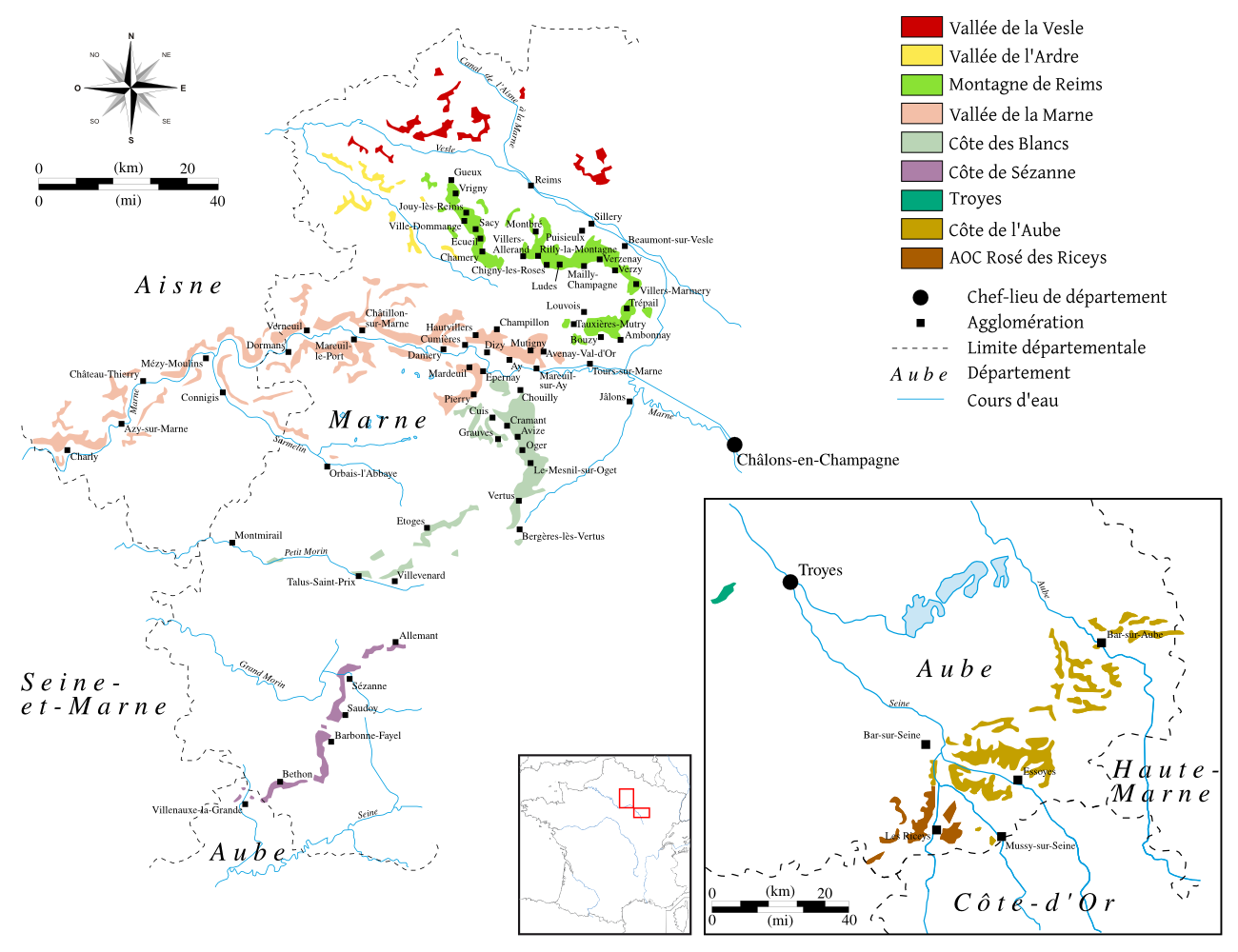
Karta över champagneregionen med delregioner och vingårdar.

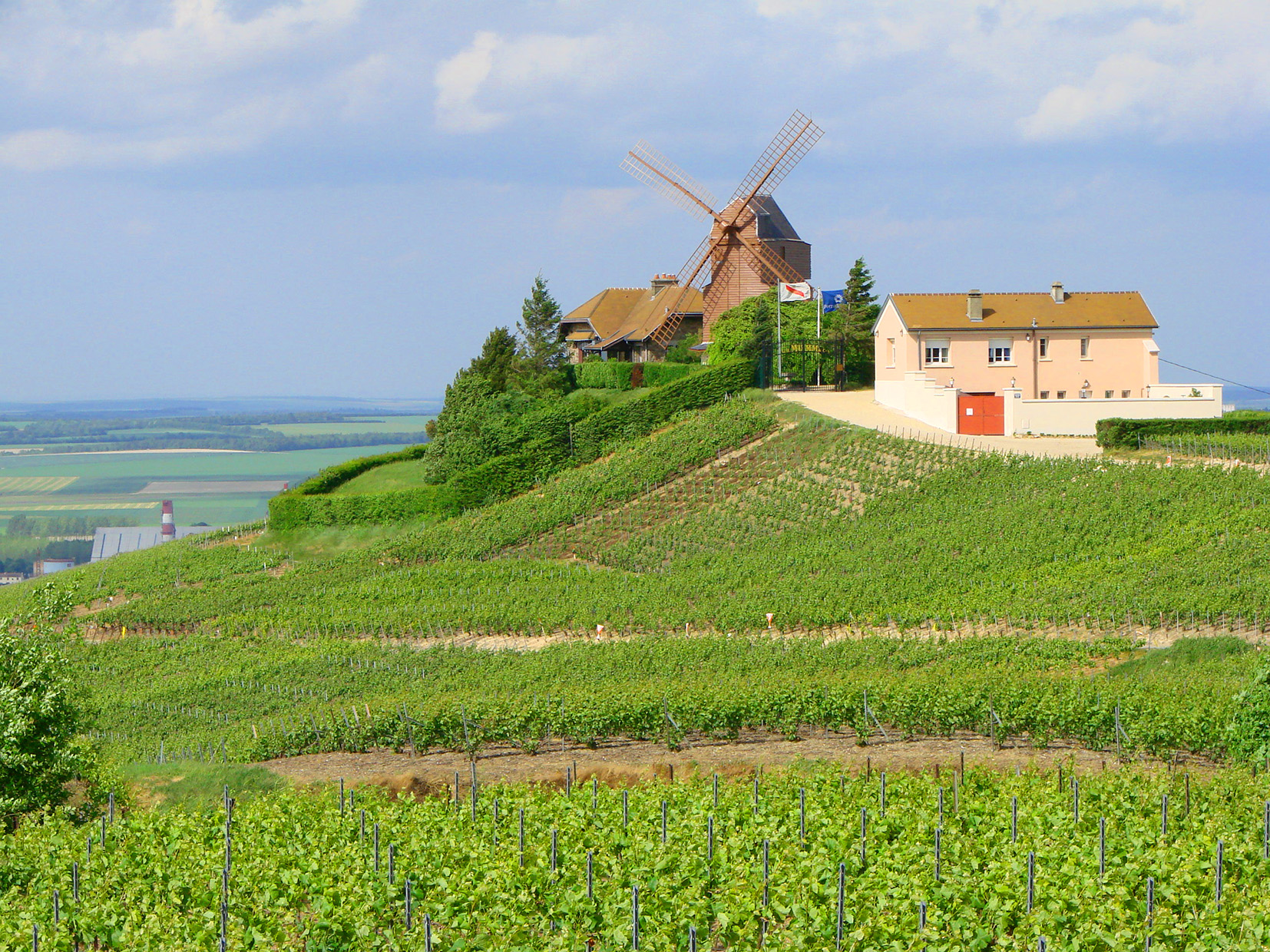
Champagnevingårdar i Verzenay i delregionen Montagne de Reims.

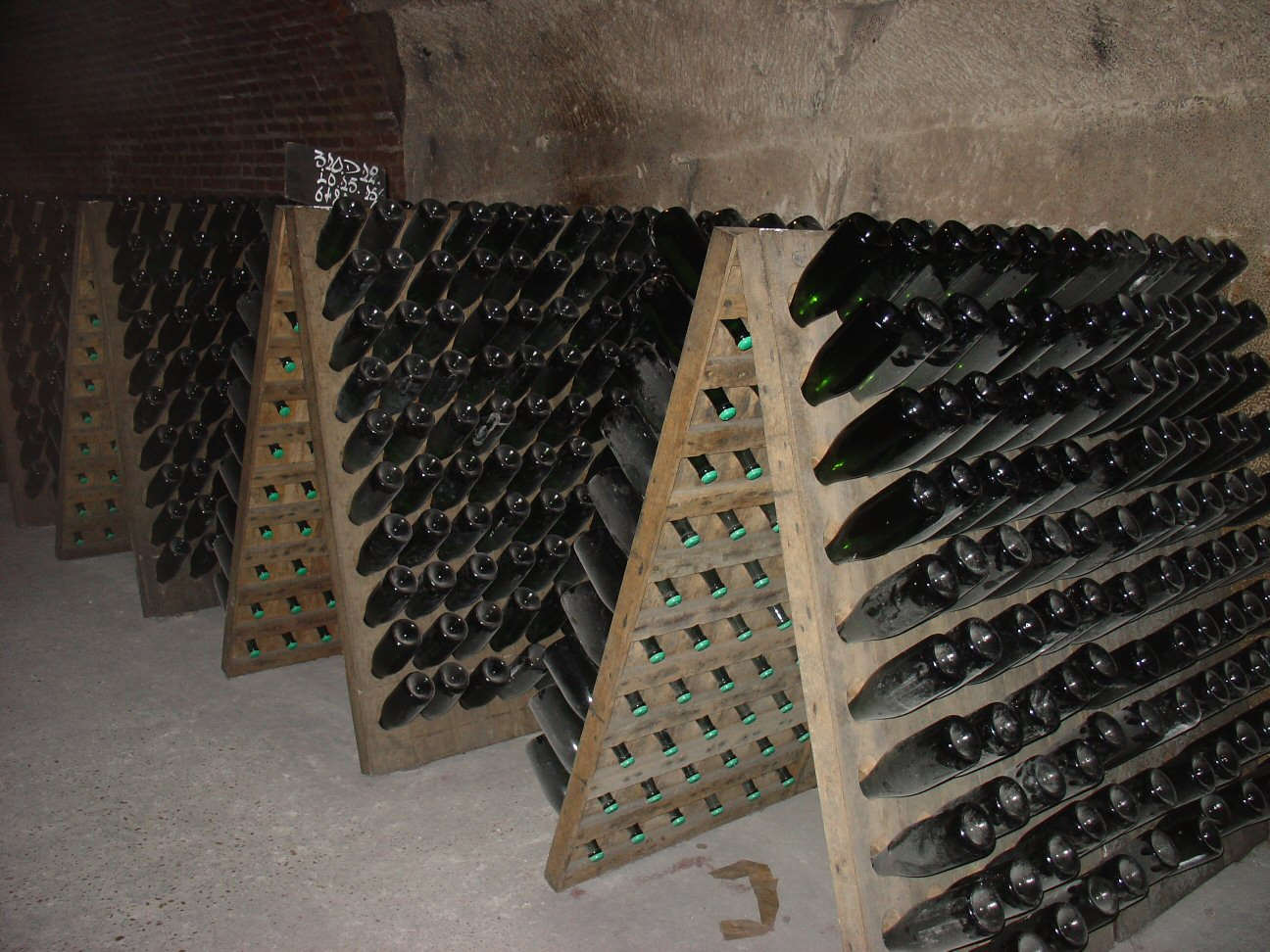
Champagneflaskor i en så kallad pupitre, där de förvaras under en kortare period för att jästfällningar i vinet ska kunna skakas ned i flaskhalsen.

Champagne är mousserande vin eller rosévin från vindistriktet Champagne i norra Frankrike, med orterna Reims och Épernay som huvudorter för produktionen. Det är vanligt att namnet Champagne används i plagierande syfte för att marknadsföra mousserande vin från andra platser i världen. Det är däremot endast vin från distriktet Champagne i norra Frankrike som får lov att kallas Champagne i kommersiella sammanhang inom EU, eftersom detta är en skyddad ursprungsbeteckning.
Enligt myten var Champagne den plats där man skapade det första mousserande vinet. Världens första mousserande vin, Blanquette de Limoux, är dock från sydöstra Frankrike, Languedoc-Roussillon och har rötter ända tillbaka till år 1531.
Champagne är den vinregion som har producerat mousserande vin under längst tid, med en oavbruten produktion ända sedan 1700-talet med samma metod Méthode Champenoise. Det är en vintillverkningsmetod då vinet jäser en andra gång på flaskan, vilket skapar högre tryck i flaskan, fler bubblor och krämigare textur. Jästfällningen ger även en tydlig ton av bröd.

## Vingårdar och delregioner
Det finns ungefär 33 500 hektar odlingsmark i regionen, fördelat på 319 byar. Regionen brukar delas upp i fem delregioner, från norr till söder:
- Montagne de Reims, byarna närmast Reims och på nord-, ost-, och sydostsidan om kullen med samma namn mellan Reims och Épernay.
- Vallée de la Marne, längs floden Marnes dalgång väster om Épernay.
- Côte des Blancs, närmast söder om Épernay.
- Côte de Sézanne, lite längre söderut
- Aube, de sydligaste champagnevingårdarna, i departementet med samma namn.

### Klassificering
Champagnebyarna är klassificerade på en skala där vissa byar är Grand Cru eller Premier Cru. Dessa beteckningar sätts ibland ut på etiketten på champagne som enbart kommer från byar med en viss klassificering. Klassificeringen utgörs av en procentskala som ursprungligen har använts för att bestämma priset på druvorna på marknaden relativt det årets baspris, och där de olika byarna ligger på 80–100 %. De byar som har siffran 100 % är Grand Cru och de som har siffran 90–99 % är Premier Cru. Eftersom alla vingårdar i en by ges samma klassificering, är champagneklassificeringen inte lika detaljerad som den i exempelvis Bourgogne.

## Framställning
Vid framställningen används tre olika druvsorter, som utgör mer än 99,7 % av den odlade arealen:
- Chardonnay – grön druva
- Pinot Noir – blå druva
- Pinot Meunier – blå druva

Druvorna förekommer enskilt eller i olika blandningar sinsemellan.
Utöver de tre dominerande druvsorterna är även Arbanne, Petit Meslier, Pinot Blanc och Pinot Gris tillåtna, men är idag mycket ovanliga i regionens vingårdar.
Champagne framställs enligt den så kallade "champagnemetoden", méthode champenoise eller méthode traditionelle, genom att man först framställer ett vanligt basvin. Därefter buteljeras vinet, tillsammans med en jästtillsats, så att en andra jäsning startar i flaskorna. Under denna tid – 15 månader eller längre – skapas bubblorna, även kallad bornyr. Innan flaskan är färdig för försäljning tas den sista jästfällningen bort genom att flaska vibreras upp-och-ned under en kortare tid. När jästfällningen så har trillat ned i halsen, kyls flaskhalsen hastigt ned, korken tas bort och den frusna jästfällningen faller då ut genom att trycket i flaskan skjuter ut den. Tekniken kallas degorgering. Vid denna punkt är alla champagner lika torra, men genom att flaskan fylls upp med en mindre mängd söt vätska, så kallad dosage, får champagnen olika sockerhalter. 
Champagne utan årgångsbeteckning består vanligen av en blandning av basvin från två eller fler årgångar. Detta görs för att få en jämn stil och kvalitet på det färdiga vinet, trots Champagnes relativt kalla klimat, som ger betydande årgångsvariantioner i växtförutsättningarna på vingården. Huvuddelen av basvinet brukar bestå av den yngsta årgången då flaskan buteljerades, och därutöver ingår en viss andel så kallat reservvin, som sparats sedan tidigare årgång(ar) i stora tankar eller fat. Andelen reservvin och dess ålder kan variera stort mellan tillverkarna, men ungefär 10–30 % torde vara en vanlig andel.

## Sötma/sockerhalt
Champagne kan variera från att vara riktigt söta viner till helt torra. Sockerhalten skall anges på flaskan och de olika varianterna är:
- doux – sötast, mer än 50 g socker per liter
- demi-sec – halvtorrt, 33–50 g per liter
- sec/dry – torrt, 17–32 g per liter
- extra sex/extra dry – ännu lite torrare, 12–17 g per liter
- brut – nästan helt torrt, mindre än 12 g per liter
- extra brut – helt torrt, 0–6 g per liter
- brut nature – 0–3 g per liter (alternativa benämningar inkluderar non-dosé och zéro dosage (då inget socker alls tillsätts) och "brut 100 %")

## Olika typer av champagne

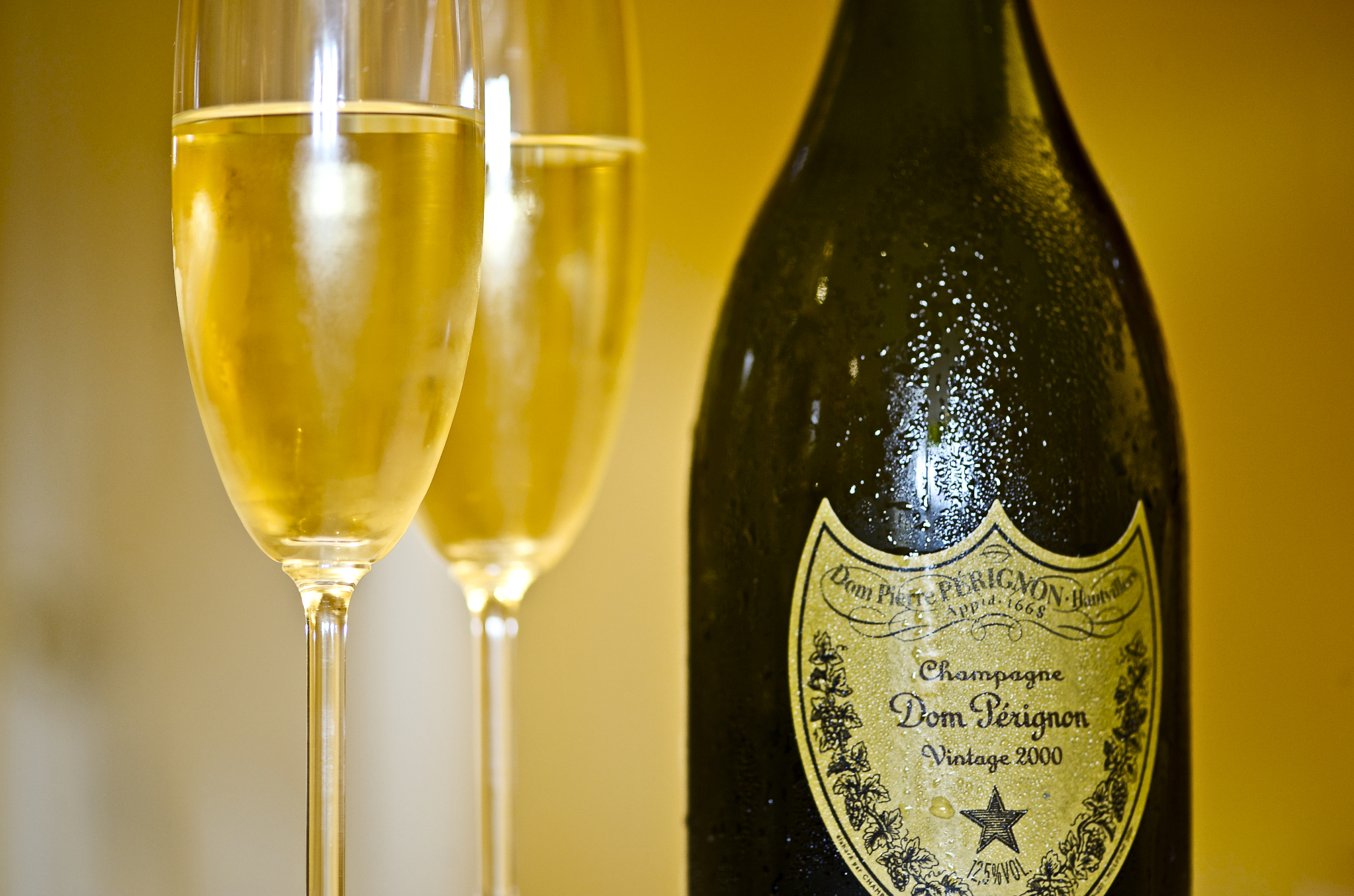
Dom Perignon, Moët & Chandons prestigechampagne.

Det vanligaste sortimentet av champagne brukar bestå av:

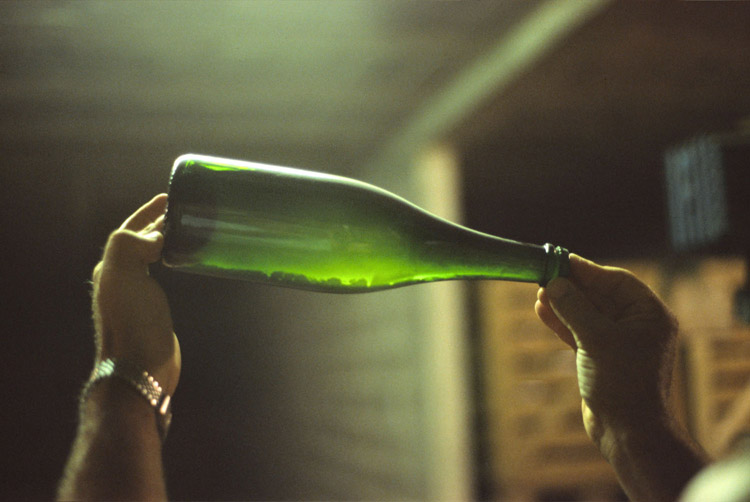
Lagringen på jästfällning ger champagne mycket av dess karaktär.

- Standardchampagne: även känt som standardcuvée. Husets enklaste champagne, som inte baserar sig på druvor från specifika årgångar. Oftast också husets billigaste champagne.

- Årgångschampagne: även känt som vintage. Tillverkas av druvmust som kommer från en och samma årgång. Dessa champagner måste lagras i minst 3 år innan buteljering. Många producenter väljer dock att lagra champagnen betydligt längre än så. Många champagnehus tillverkar årgångschampagne endast de år då förhållandena ansetts vara särskilt goda.

- Prestigechampagne: även känt som prestigecuvée. Oftast ett givet champagnehus dyraste champagne, också typiskt ansedd som den bästa. Prestigechampagne ges ofta ett särskilt namn för att urskilja den från husets övriga champagner, som exempel kan nämnas Dom Pérignon från Moët & Chandon och La Grande Année från Bollinger

- Blanc de blancs: champagne som tillverkas med chardonnay, pinot blanc, petit meslier eller arbane.

- Blanc de noirs: champagne som tillverkas med pinot noir, pinot meunier eller pinot gris. Produceras i lägre volymer än blanc de blancs-champagne.

Champagnehus (Maison de Champagne) kallas de producenter som tillverkar champagne. De flesta är medlem i "Union de Maisons de Champagne" (UMC).
Några kända champagnehus:
- Bollinger, grundat 1829
- Bonnaire, grundat 1932 (ej medlem i UMC)
- Deutz, grundat 1838
- Duval-Leroy, grundat 1859
- Gosset, grundat 1584 (som vingård)
- Charles Heidsieck, grundat 1851
- Jacquesson, grundat 1798
- Krug, grundat 1843
- Lanson, grundat 1760
- Mercier, grundat 1858
- Moët & Chandon, grundat 1743
- Mumm, grundat 1827
- Philipponnat grundat 1522 (som vingård)
- Perrier Jouët, grundat 1811
- Pol Roger, grundat 1849
- Pommery, grundat 1858
- Roederer, grundat 1776
- RC Lemaire, grundat 1890 (berömd för sin Rosé Saignée)
- Ruinart, grundat 1729, äldsta renodlade champagnehus
- Salon, grundat 1921
- Taittinger, grundat 1734
- Veuve Clicquot, grundat 1772